# Barbara (voornaam)
Barbara (m. barbaros) is een van oorsprong Griekse meisjesnaam, die letterlijk "barbaars" betekent. Voor de Grieken betekende "barbaars" niet "woest" of "wild", maar "buitenlands", "niet-Grieks", "vreemd" en "onderontwikkeld". De naam Barbara hangt ook samen met het Oudindische barbara wat "stamelend" betekent (in het Grieks in de zin van: niet Grieks, met een onverstaanbare taal). De naam maakte vanaf rond 1400 opgang in het Nederlandstalig gebied.
De Grieken gebruikten de benaming 'Barbaros' voornamelijk voor de Trojanen, die de Grieken als 'vreemden' en 'onderontwikkelden' beschouwen. Dit idee is uiteraard gevoed door de tien jaar durende Trojaanse Oorlog. Deze oorlog is door Homerus in de Ilias beschreven. De Kelten werden door de Grieken barbaroi genoemd.
Het woord was misschien pejoratief, maar niet beledigend, mogelijk vergelijkbaar met inlander of inboorling, zoals blijkt in oude vertalingen van het Nieuwe Testament:
En de Barbaren bewezen ons geen gewone vriendelijkheid; want een groot vuur ontstoken hebbende, namen zij ons allen erbij, om de regen, die overkwam, en om de koude.
en
Beiden Grieken en Barbaren, beiden wijzen en onwijzen ben ik een schuldenaar.
— Vindplaatsen van het woord barbaren, in enkele versies van de Statenvertaling
De vroege christenen die in het Romeinse Rijk leefden gebruikten de term soms ook om naar zichzelf te verwijzen.
De feestdag van St. Barbara, de heilige Barbara van Nicomedië, valt op 4 december.

## Varianten

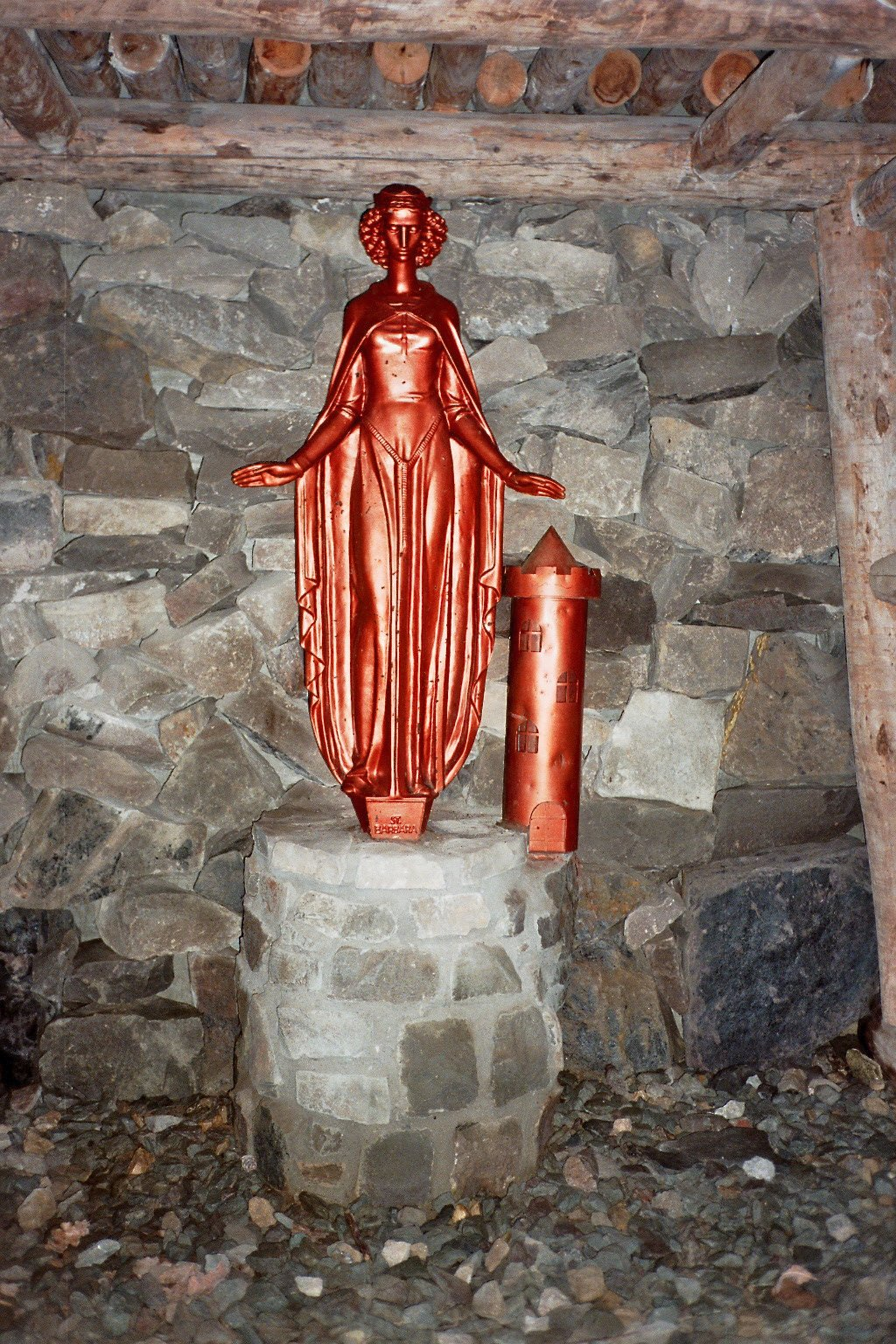
De heilige Barbara van Nicomedië

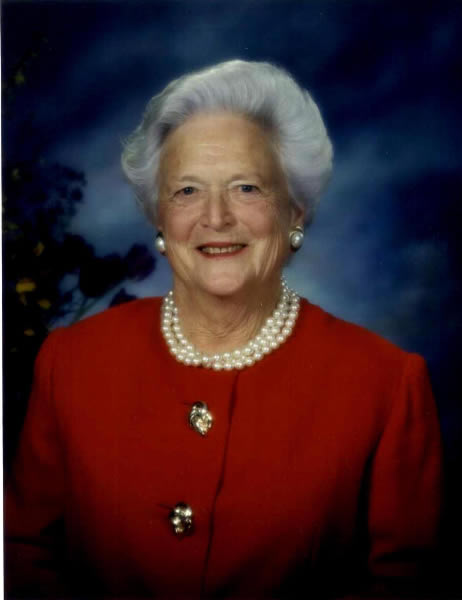
Barbara Bush

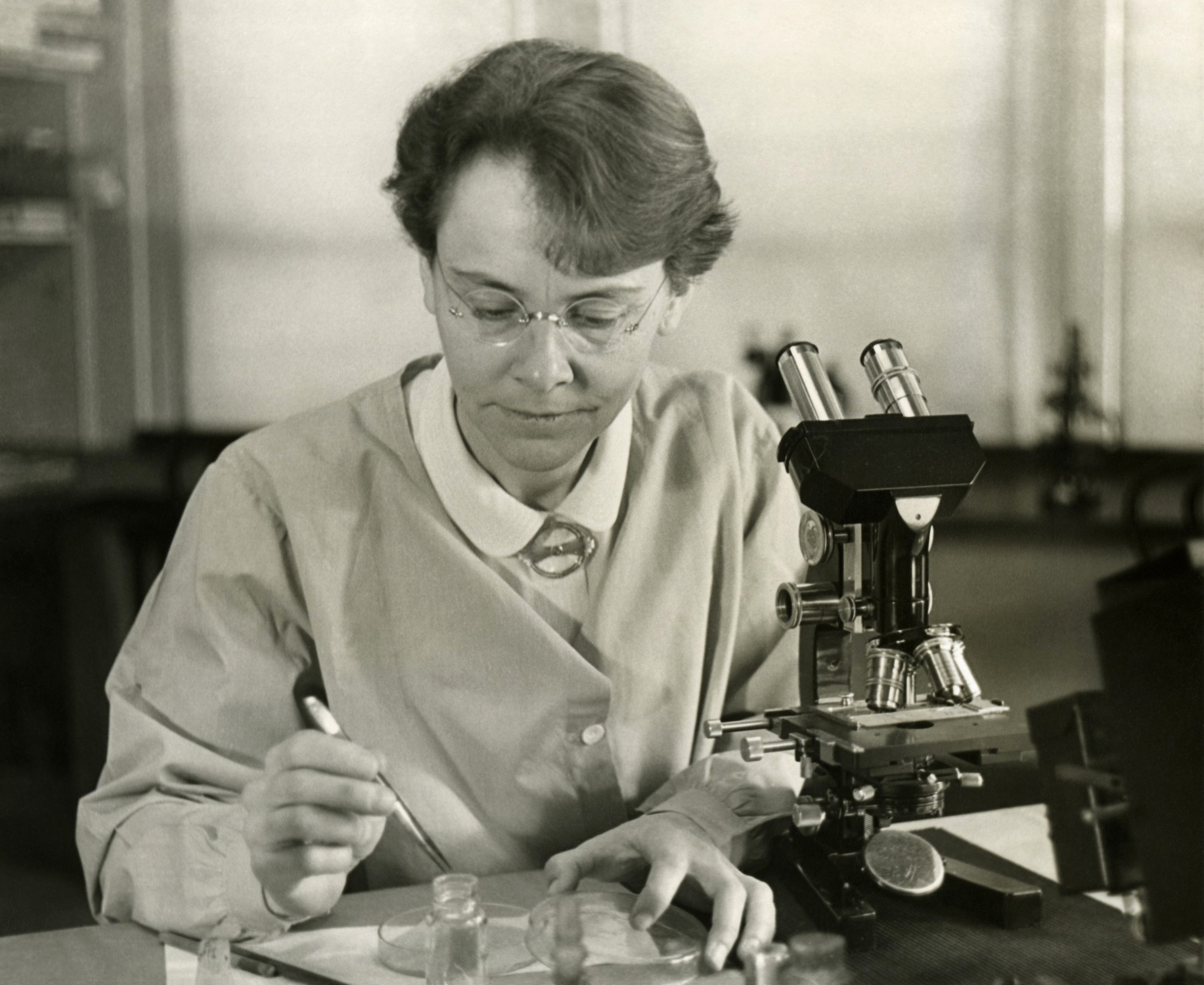
Barbara McClintock

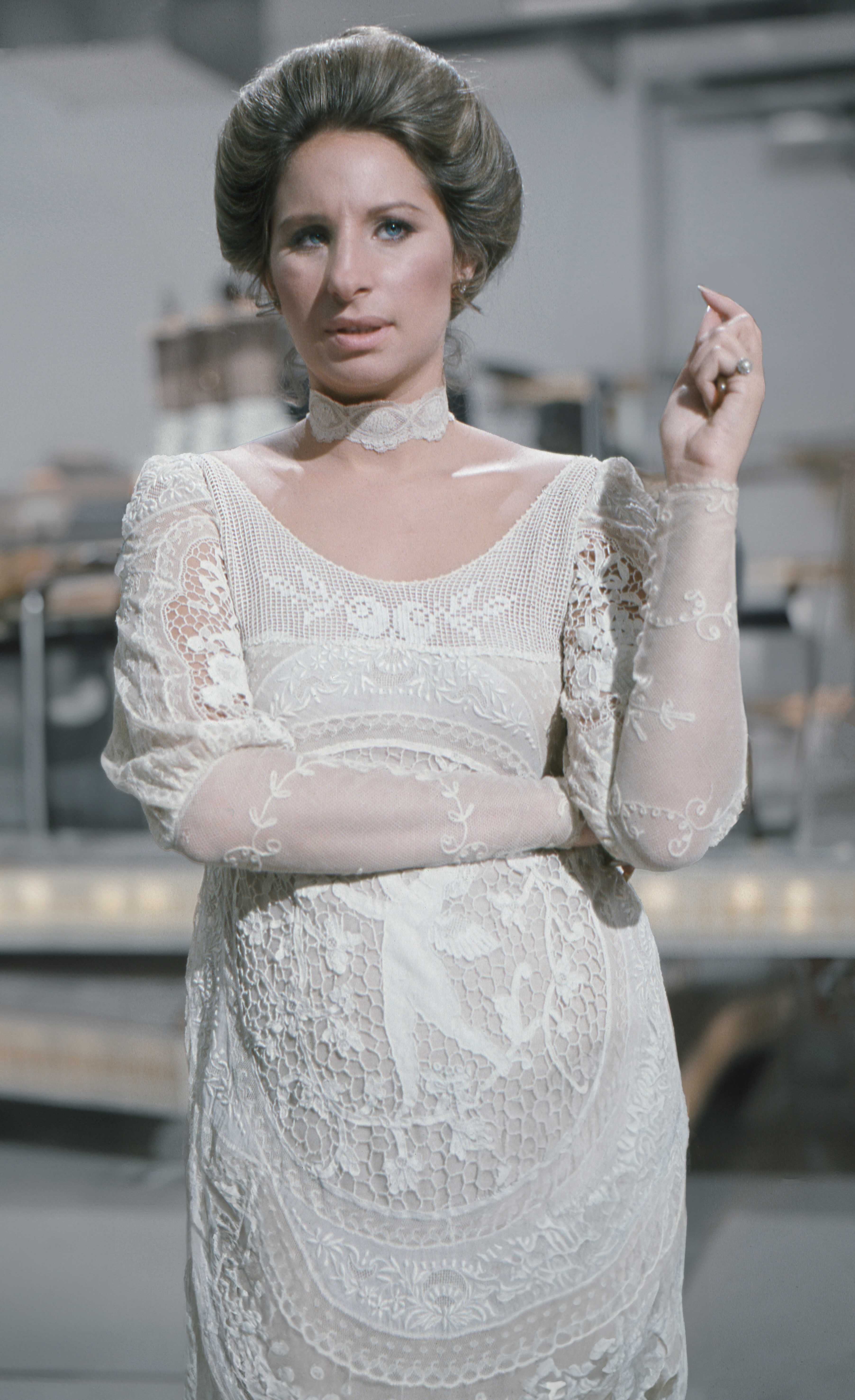
Barbra Streisand

Varianten of afgeleiden van de naam Barbara zijn onder andere:
- Bab, Babeth, Babetje, Babs, Barbertje, Barbie, Barbra, Barby, Berb (Limburgs), Berbera

De naam komt ook in andere talen voor:
- Deens: Barbra
- Duits: Barbara, Barbel
- Frans: Barbara, Babet, Babiche, Barbe
- Fries: Bapje, Bapke, Barber, Berber
- Oost-Fries Nedersaksisch: Barber
- Oppersorbisch: Borbora
- Russisch: Warwára
- Tsjechisch: Barbora

## Heilige
- Barbara van Nicomedië, heilige uit Klein-Azië

## Bekende naamdraagsters

### Barbara
- Barbara, Frans zangeres, tekstschrijver en componist
- Barbara Baarsma, Nederlands econoom en hoogleraar
- Barbara Bach, Amerikaans actrice en voormalig topmodel
- Barbara Bain, Amerikaans actrice
- Barbara Barend, Nederlands sportjournaliste
- Barbara Bel Geddes, Amerikaans actrice
- Barbara Billingsley, Amerikaans actrice
- Barbara Blatter, Zwitsers mountainbikester
- Barbara Bouchet, Amerikaans actrice
- Barbara Broccoli, Amerikaans filmproducent
- Barbara Bush, echtgenote van voormalig Amerikaanse president George H.W. Bush
- Barbara Cartland, Brits romanschrijfster
- Barbara Dex, Belgisch zangeres
- Barbara Hale, Amerikaans actrice
- Barbara Heeb, Zwitsers wielrenster
- Barbara Hepworth, Engels beeldhouwster
- Barbara Hershey, Amerikaans actrice
- Barbara Kent, Canadees actrice
- Barbara de Loor, Nederlands langebaanschaatsster en presentatrice
- Barbara McClintock, Amerikaans botanicus
- Barbara Rittner, Duits tennisster
- Barbara Sarafian, Belgisch actrice
- Barbara Schett, Oostenrijks tennisster
- Barbara Stanwyck, Amerikaans actrice
- Barbara Stok, Nederlands striptekenares
- Barbara Tuchman, Amerikaans journaliste en historica
- Barbara Visser (politicus), Nederlands politica
- Barbara Walters, Amerikaanse journaliste, schrijfster, tv-presentatrice en mediapersoonlijkheid

### Barbra
- Barbra Streisand, Amerikaans zangeres, actrice, producente en filmregisseuse

### Berber
- Berber van der Woude, Nederlands oud-diplomaat en bestuurder